# Oettingen (baltisches Adelsgeschlecht)

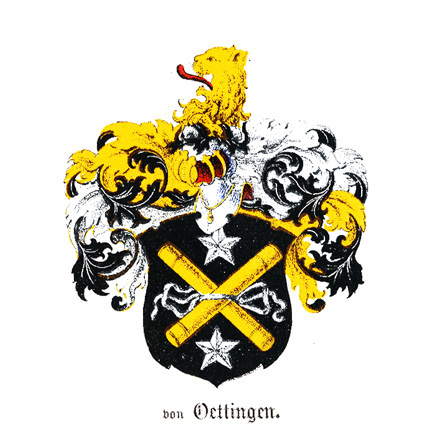
Wappen derer von Oettingen, nach Baltischem Wappenbuch

Oettingen ist der Name eines ursprünglich aus Westfalen stammenden baltischen Adelsgeschlechts. Die Familie ist nicht mit dem Fürstenhaus Oettingen (fränkisch-schwäbisches Adelsgeschlecht) verwandt.

## Geschichte
Die erstmalige urkundliche Nennung erfolgt Ende des 15. Jahrhunderts mit Dirick Ottynck im Zehntregister des Klosters Überwasser im heutigen Kreis Borken, während Lambert Ottingh am 17. November 1480 Bürger in Reval wird. Die Stammreihe beginnt 1548 mit Ewert Otting – Kaufmann, Ältermann der Großen Gilde, Ratsherr und später Bürgermeister in Riga, der 1581 als Gerichtsvogt stirbt.
Am 27. Juni 1687 erfolgte die Nobilitierung von Johann Oettingen – Ratsherr in Riga, Bürgermeister und Konsistorialpräsident – durch König Karl XI. von Schweden als von Oettingen. 1745 erfolgte die Eintragung in die Matrikel der Livländischen Ritterschaft.

## Wichtige Namensträger
Persönlichkeiten der deutsch-baltischen Adelsfamilie von Oettingen:
- Alexander von Oettingen (* 1798; † 1846): livländischer Landmarschall und Landrat; ⚭ Helene von Knorring (* 1793; † 1863), zeugten u. a. Alexander Konstantin, Georg Philipp,
  - Alexander Konstantin von Oettingen (* 1827; † 1905): lutherischer Theologe und Vordenker in der Sozialethik; I ⚭ (1853) Sophie von Raumer (* 1826; † 1863), Tochter des Karl Georg von Raumer und der Friederike Reichard; (1865) Witwe Bertha Ewers (* 1818; † 1913) aus russischem Adel, Tochter des Gustav Ewers und der Dorothea von Maydell
  - Georg von Oettingen (* 1824; † 1916): deutsch-baltischer Mediziner, Rektor der Universität Dorpat und Stadthaupt von Dorpat; I ⚭ Marie von Seidlitz (* 1832; † 1903), zeugte mit ihr Sohn Wolfgang; II ⚭ Dorothea Julie von Oettingen (Freiin von  Wrangell), zeugte mit ihr einige Kinder, darunter Herbert Egon
    - Wolfgang von Oettingen (* 1859; † 1943): deutscher Kunsthistoriker und Schriftsteller; erster Sohn des Georg von Oettingen, ab 1880 Besitzer der Burg Reichenberg; I ⚭ 1887 Caroline Wilmanns (* 1858; † 1941), Tochter des preußischen Baurats Franz Wilmanns und der Josephine Eickenbusch, zeugte mit ihr drei Kinder, darunter Karljohann
      - Karljohann von Oettingen (* 1891; † 1953): Gynäkologe und Professor in Heidelberg, zeugte Sohn Hans
        - Hans von Oettingen (* 1919; † 1983): Schriftsteller, zeugte fünf Kinder, darunter Tochter Sabine
          - Sabine von Oettingen (* 1962): deutsche Künstlerin

  - Nikolai von Oettingen (* 1826; † 1876): Landmarschall und Landrat der Livländischen Ritterschaft* Nikolai von Oettingen (* 1826; † 1876): Landmarschall und Landrat der Livländischen Ritterschaft
  - August Georg Friedrich (* 1823; 1908): Rittergutsbesitzer, Livländischer Landmarschall, Landrat, Zivilgouverneur und Stadthaupt (Bürgermeister) von Riga; ⚭ Ida von Wilcken (* 1827; † 1893): zeugten Burchard sowie zwei weitere Söhne und zwei Schwestern
    - Burchard von Oettingen (* 1850; † 1923): Kgl. preußischer Oberlandstallmeister und Gestütsleiter Trakehnen; ⚭ 1878 Anna Freiin von Wolff (* 1857; † 1925), zeugten zwei Kinder, Marissa Emily (* 1879; † 1969) und Otto Krafft (* 1880; † 1917)

  - Nicolai Conrad Peter (* 1826; 1876): Landmarschall und Landrat der Livländischen Ritterschaft
    - Arved von Oettingen (* 1857; † 1943): Landrat, Präsident der Livländischen Ökonomischen Sozietät, Vorsitzender des Verbandes der Angehörigen des livländischen Stammadels

  - Eduard Reinhold (* 1829; 1919): Politiker in der livländischen Landespolitik

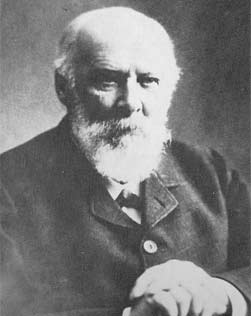
Georg von Oettingen (* 1824; † 1916)
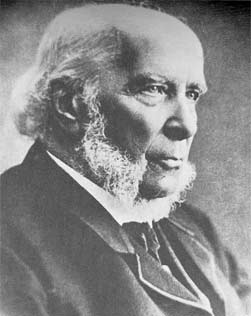
Alexander von Oettingen (* 1827; † 1905)
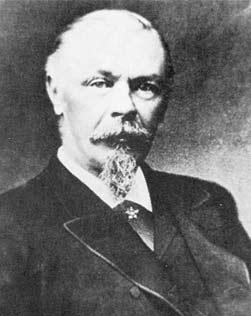
Arthur von Oettingen (* 1836; † 1920)
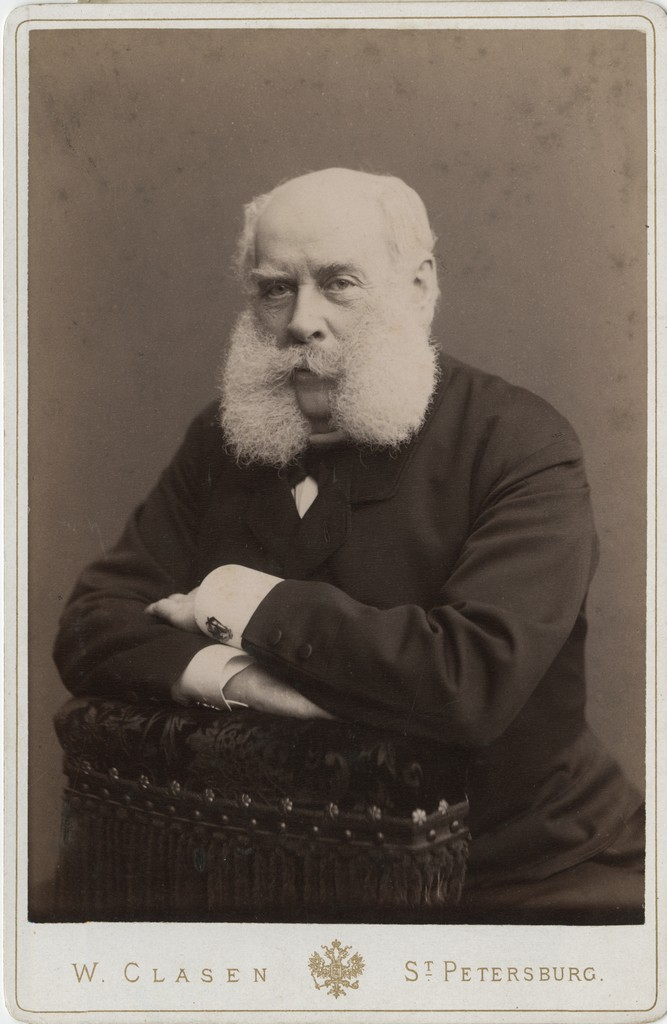
August von Oettingen (* 1823; † 1908)

## Güter (Auszug)

Jensel (Kuremaa), im Besitz der Familie 1834–1920
Weßlershof (Vesneri), im Besitz der Familie 1808–1842
Ludenhof (Luua), im Besitz der Familie 1831–1920
Wissust (Visusti), im Besitz der Familie 1795–1920
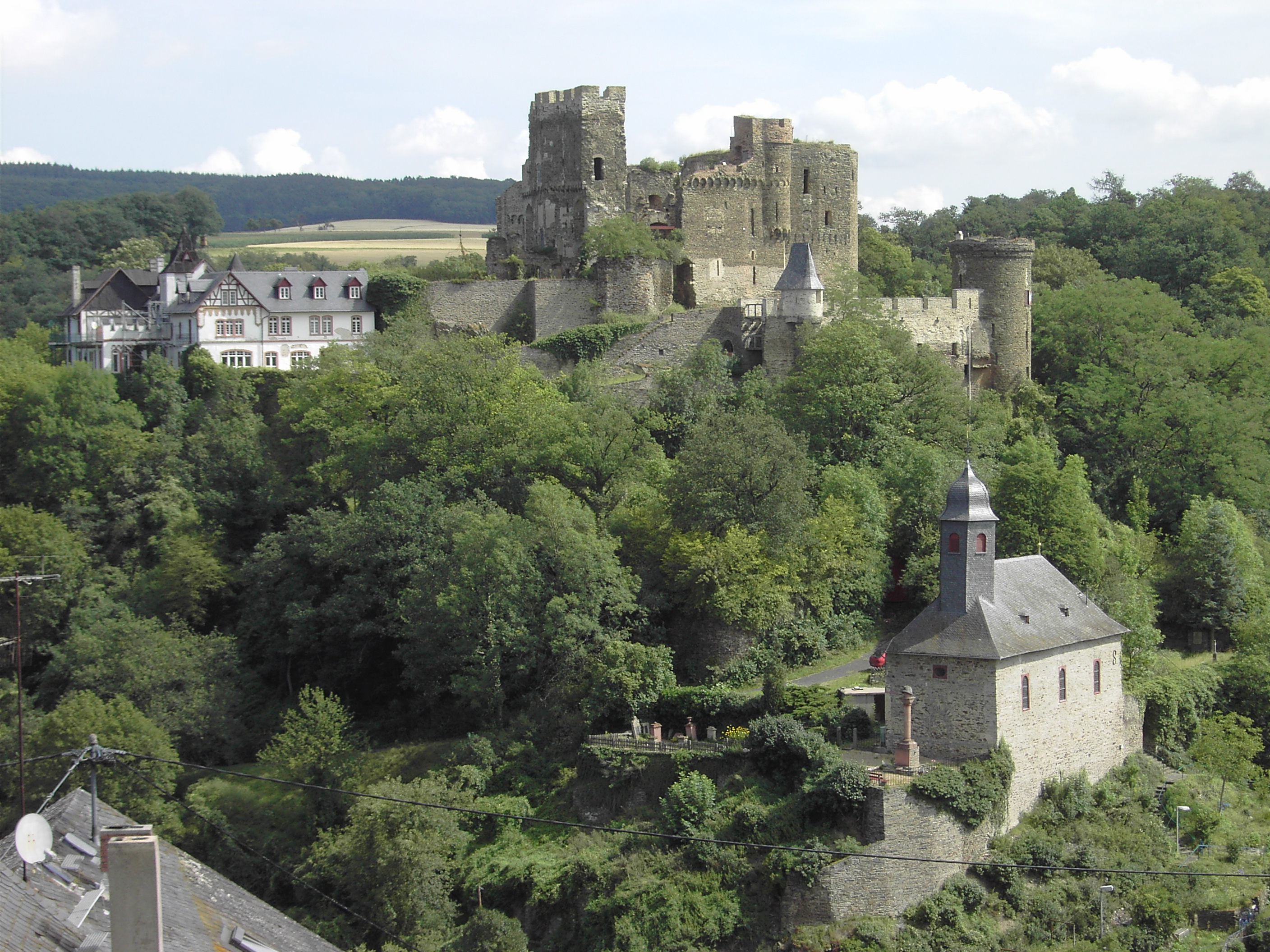
Burg Reichenberg (Rheinland-Pfalz), im Besitz von 1880–1956

Weitere Güter:
| - Meselau (Mēdzūlas muiža) - Planup (Plānupes muiža) - Zögenhof (Sējas muiža) - Gravenhof (Grāvesmuiža) - Kastran (Kastrānes muiža) - Durenhof (Dūres muiža) - Sepküll (Pāles muiža) - Puderküll (Dīķeru muiža) | - Kürbelshof - Duckershof (Dūķeru muiža) - Meddum (Medumu muiža) - Kalkuhnen (Kalkūnes muiža) - Kersel (Kaarepere mõis) - Immofer (Imukvere mõis) - Neu-Wrangelshof (Vastse-Prangli) - Pölks (Põlgaste mõis) | - Pörafer (Pööravere mõis) - Kodjerw (Kodijärve mõis) - Kawast (Kavastu mõis) - Waimastfer (Vaimastvere mõis) - Böcklershof (Pöögle mõis) - Hohensee (Kadrina mõis) - Groß-Köppo (Suure-Kõpu mõis) - Ohlershof (Oosoli mõis) | - Alt-Bornhusen (Kaubi mõis) - Neu-Bornhusen (Pornuse mõis) - Wesslershof (Vesleri mõis) - Wagenküll (Taagepera mõis) - Salishof (Saaluse mõis) - Kaima (Kõima mõis) - Kibbijerw (Kivijärve mõis) - Schwarzen (Vardi mõis) |

## Wappen
Blasonierung: Der Schild zeigt in Schwarz zwei verschränkte Kommandostäbe die durch ein abfliegendes silbernes Band zusammengebunden sind, oben und unten begleitet von einem 5 strahligen silbernen Stern. Auf dem Helm mit rechts schwarz-goldenen und links schwarz-silbernen Decken ist ein rot-bezungter goldener Löwenrumpf.